# Palpomyia spinosa
Palpomyia spinosa är en tvåvingeart som beskrevs av Lutz 1914. Palpomyia spinosa ingår i släktet Palpomyia och familjen svidknott. Inga underarter finns listade i Catalogue of Life.